# Argenis Méndez
Argenis Méndez est un boxeur dominicain né le 3 juillet 1986 à San Juan de la Maguana.

## Carrière
Passé professionnel en 2006, il échoue une première fois pour le titre de champion du monde des super-plumes IBF le 10 septembre 2011 après sa défaite aux points contre le mexicain Juan Carlos Salgado mais il prend sa revanche par KO au 4e round le 9 mars 2013. Mendez conserve son titre le 23 août 2013 en faisant match nul contre Arash Usmanee avant d'être mis KO au second round par Rances Barthelemy le 3 janvier 2014. Le résultat de ce combat est modifié en sans décision car l'action décisive est intervenue après la fin de ce round. Une revanche est organisée le 10 juillet 2014 et Barthelemy l'emporte cette fois aux points à l'unanimité des juges.

## Référence
1. ↑  (en) Juan Carlos Salgado vs. Argenis Mendez II (boxrec.com)